# Grebenișu de Câmpie
Grebenișu de Câmpie (Hongaars: Mezőgerebenes) is een comună in het district Mureş, Transsylvanië, Roemenië. Het is opgebouwd uit drie dorpen, namelijk:
- Grebenişu de Câmpie
- Leorinţa
- Valea Sânpetrului

## Demografie
De comună telde in 2002 zo'n 1.642 inwoners, in 2007 waren dat er nog zo'n 1.637.